# The Process of Belief
The Process of Belief is het twaalfde studioalbum van de Amerikaanse punkband Bad Religion. Het is het eerste album met drummer Brooks Wackerman bij de band.
Het is eveneens het eerste album sinds lange tijd waarin gitarist Brett Gurewitz gitaar speelt. Hij heeft de helft van de nummers geschreven, wat voorheen alleen door vocalist Greg Graffin werd gedaan. Het album bevat drie singles, alle drie geschreven door Mr. Brett.
Het album staat op de 68ste plaats van de beste punkalbums van het jaar 2002 volgens Sputnikmusic.

## Tracklist
1. "Supersonic" 1:47 - (Brett Gurewitz)
2. "Prove It" 1:15 - (Greg Graffin)
3. "Can't Stop It" 1:10 - (Brett Gurewitz)
4. "Broken" 2:55 - (Brett Gurewitz)
5. "Destined for Nothing" 2:35 - (Greg Graffin)
6. "Materialist" 1:53 - (Greg Graffin)
7. "Kyoto Now!" 3:20 - (Greg Graffin)
8. "Sorrow" 3:21 - (Brett Gurewitz)
9. "Epiphany" 4:00 - (Greg Graffin)
10. "Evangeline" 2:11 - (Brett Gurewitz)
11. "The Defense" 3:53 - (Brett Gurewitz)
12. "The Lie" 2:19 - (Greg Graffin)
13. "You Don't Belong" 2:50 - (Brett Gurewitz)
14. "Bored and Extremely Dangerous" 3:25 - (Greg Graffin)
15. "Shattered Faith" (bonusnummer op de Japanse uitgave) 3:43 - (Greg Graffin)

Noot: tussen haakjes staat de tekstschrijver.

## Medewerkers
- Greg Graffin - zang, producer
- Brett Gurewitz - gitaar, producer, mixxen
- Brian Baker - gitaar
- Greg Hetson - gitaar
- Jay Bentley - basgitaar
- Brooks Wackerman - drums